# 今治市総合福祉センター
今治市総合福祉センター（いまばりしそうごうふくしセンター）は、愛媛県今治市南宝来町にある公共施設（福祉施設）。「愛らんど今治」という愛称が付けられている。

## 概要
「高齢社会の到来と福祉ニーズの複雑化・多様化に対応する為、老人・障害者・母子児童・ボランティアなど各種福祉活動を総合的に展開する中核的施設の機能を備えるとともに広く一般市民の交流の場として開かれた施設」として今治市により建設された。社会福祉法人今治市社会福祉協議会が指定管理者として管理・運営を行っている。
施設内には今治市社会福祉協議会や今治福祉施設協会の本部が置かれている他、交流スペースや研修室、ホールなどが設置されている。

### 館内施設
| 階 | 概 要 |
| -- | --- |
| 4F | 多目的ホール1・2、控室1・2 |
| 3F | 教養娯楽室、介護者教育室、娯楽室、日常動作訓練室、デイサービスセンター愛らんど今治（事務室、相談室、浴室、休憩室、食堂）                                   |
| 2F | 今治福祉施設協会、障害者等多目的利用室、障害者交流室、調理実習室、親子交流室、ボランティア交流室、研修室兼視聴覚室、点字ワープロ室、録音室、朗読室、相談室 |
| 1F | 今治市社会福祉協議会、介護機器展示コーナー、ラウンジ、福祉ライブラリー、談話コーナー、相談室1・2、会議室、応接室、更衣室                                   |

### 利用時間
- 午前8時30分～午後5時30分（事前に利用申請がある場合午後9時30分まで利用可能）
- 休館日 - 年末年始（12月29日～1月3日）

## 周辺
- 今治国際ホテル
- 今治地域地場産業振興センター
- 今治商工会議所
- 今治市消防本部
- 徳島大正銀行今治支店

## アクセス
- JR今治駅より徒歩で約10分。
- 瀬戸内運輸（せとうちバス）「今治国際ホテル」停留所から徒歩で約6分。